# Марта Чейз
Марта Коулз Чейз (англ. Martha Cowles Chase 30 листопада 1927 — 8 серпня 2003), також відома як Марта С. Епштейн — американський генетик, яка у 1952 році разом з Альфредом Герші експериментально допомогла підтвердити, що ДНК, а не білок є генетичним матеріал життя.

## Біографія
Чейз народилася в 1927 році в Клівленді, штат Огайо. Її батько був інструктором з природничих наук Західного резервного університету. Вона виросла разом зі своєю сім'єю в Клівленд-Гайтс, штат Огайо. Після закінчення середньої школи Клівленд-Гайтс вона отримала ступінь бакалавра у Вустерському коледжі. Потім працювала науковим співробітником, перш ніж повернутися до навчання в 1959 році та отримати ступінь доктора філософії з мікробіології в Університеті Південної Каліфорнії в 1964 році.

## Наукова діяльність
У 1950 році Чейз почала працювати науковим співробітником в лабораторії Колд-Спрінг-Харбор з бактеріологом і генетиком Альфредом Герші. У 1952 році вона і Герші провели експеримент Герші-Чейз, який допоміг підтвердити, що генетична інформація зберігається і передається за допомогою ДНК, а не білка. Експеримент включав радіоактивне мічення білка або нуклеїнової кислоти бактеріофага Т2 (вірусу, який заражає бактерії) і з'ясування, який компонент потрапив до кишкової палички при зараженні. Вони виявили, що переносяться нуклеїнові кислоти, а не білок. Це допомогло вирішити суперечки про склад спадкової інформації. Герші отримав Нобелівську премію з фізіології та медицини за відкриття в 1969 році, а Чейз не була включена до списку.
Чейз покинула лабораторію Колд-Спрінг-Харбор у 1953 році і почала працювати з Гасом Доерманном в Національній лабораторії Оук-Ридж у Теннессі, а пізніше в Рочестерському університеті. Протягом 1950-х років вона щороку поверталася до Колд-Спрінг-Харбора, щоб брати участь у зустрічах фагової групи біологів. У 1959 році вона почала навчання в докторантурі Університету Південної Каліфорнії в лабораторії Джузеппе Бертані. Бертані переїхав до Швеції, а Чейз закінчила дисертацію з Маргарет Ліб у 1964 році.

## Родина
Перебуваючи в Каліфорнії, Чейз познайомилася з колегою-вченим Річардом Епштейном і вийшла заміж наприкінці 1950-х років, змінивши своє ім’я на Марта К. Епштейн. Шлюб був коротким, і незабаром вони розлучилися, не залишивши дітей. Ряд особистих невдач у 1960-х роках завершив її кар’єру в науці. Вона повернулася до Огайо, щоб жити з родиною. Останні десятиліття свого життя вона провела, страждаючи від форми деменції, яка позбавила її короткочасної пам’яті. Померла Марта Чейз від пневмонії 8 серпня 2003 року у віці 75 років.

## Пам'ять
Родина Chaseviridae, група бактеріофагів ряду Caudovirales, була названа на честь Марти Чейз.